# Lijao
I Lijao sono stati un gruppo musicale milanese, che ebbe una certa notorietà sul finire degli anni ottanta.
Si sono piazzati al terzo posto nella sezione Nuove Proposte del Festival di Sanremo 1988 con il brano Per noi giovani, raggiungendo la finale nella stessa sezione anche nell'edizione del 1990 con Un cielo che si muove. La produzione era curata da Piero Cassano.

## Storia
A detta di Fausto Cogliati, la parola lijao significherebbe, in malgascio, "buon mattino".
Dopo esperienze precedenti, il gruppo assume questa denominazione nel 1982, proponendo all'inizio brani prog nello stile dei Genesis, per poi passare in breve a uno stile vicino ai Police e assestandosi nella formazione a tre con Cartisano, Visentin e Cogliati.
Vengono messi sotto contratto dalla DDD - La Drogueria di Drugolo e nel 1987 partecipano con Amore intensità a Un disco per l'estate 1987 e alla gara canora del programma televisivo Ciao Enrica, condotto da Enrica Bonaccorti; l'anno successivo partecipano al Festival di Sanremo 1988 nella sezione Nuove proposte con Per noi giovani, classificatosi al terzo posto, brano che viene pubblicato anche in spagnolo.
L'anno successivo pubblicano l'album Musica di strada, recensito positivamente dal Radiocorriere TV e da La Stampa, con Come è grande la città, pubblicato in Francia e in Germania, partecipano a Un disco per l'estate 1989 e con Musica di strada al Festivalbar 1989; quest'ultimo brano è incluso in spagnolo nel loro album pubblicato in Spagna, Musica en la calle.
Tornano al Festival di Sanremo 1990 nella sezione Novità con Un cielo che si muove, dopodiché il gruppo si scioglie.

## Formazione
- Livio Visentin: voce e basso
- Fausto Cogliati: chitarra e voce
- Charly Cartisano: batterista

## Discografia

### Album
- 1989 - Musica di strada (DDD, DDD 465140 1; pubblicato anche in spagnolo con il titolo Musica En La Calle, Hispavox, 066 7933631)

### Singoli
- 1987 - Amore intensità/Amore intensità (versione strumentale) (DDD, DDD 650884 7)
- 1988 - Per noi giovani/Esagerato amore (DDD, 651418 7)
- 1989 - Com'è grande la città/Io ti farei (Giapanistrip) (DDD, DDD 654836 7)
- 1989 - L'odore della notte/Occhi nuvolosi (DDD, DDD 655335 7)
- 1990 - Un cielo che si muove/Fretta di vivere (DDD, 113 087)